# Zaghouan (délégation)
Zaghouan est une délégation tunisienne dépendant du gouvernorat de Zaghouan.
En 2004, elle compte 34 367 habitants dont 17 214 hommes et 17 153 femmes répartis dans 7 828 ménages et 8 328 logements.